# Рудолф Шенк фон Таутенбург
Рудолф Шенк фон Таутенбург (на немски: Rudolf Schenk von Tautenburg; * пр. 1394; † декември 1425) е шенк на Таутенбург и магистрат на Екартсберга в Курфюрство Саксония.

## Произход
Той е големият син на Рудолф Шенк фон Таутенбург-Нидертребра, магистрат на Делитцш († 1430) и съпругата му Агнес фон Котвитц, дъщеря на Хайнрих фон Котвитц-Шкьолен. Внук е на Рудолф Шенк фон Дорнбург († 1349/1351) и Елизабет фон Кверфурт, дъщеря на Бурхард (Бусо) VI фон Кверфурт-Небра († 1340) и Мехтилд фон Ваймар-Орламюнде († 1359). Правнук е на Рудолф Шенк фон Таутенбург-Дорнбург († сл. 1346) и на фон Хербслебен († сл. 1306). Брат му Бусо Шенк фон Таутенбург, господар на Нидертребра е убит битката при Аусиг на 16 юни 1426 г.

## Фамилия
Рудолф Шенк фон Таутенбург се жени за Агнес Ройс-Плауен († сл. 1461), дъщеря на Хайнрих VII Ройс фон Плауен († 1426), или на Хайнрих IX (VIII) фон Плауен 'Млади' († 1412) и съпругата му Анна фон Ризенбург, дъщеря на Борзо фон Ризенбург и сестра на Хайнрих I фон Плауен († 1446/1447), бургграф на Майсен, и Анна фон Плауен († 1458), абатиса на Кведлинбург (1435 – 1458). Те имат три деца:
- Агнес Шенк фон Таутенбург († сл. 1452), омъжена за Керстен фон Витцлебен († 1452/1453)
- Маргарета Шенк фон Таутенбург, омъжена за Готшалк фон Плесе († 1483)
- Лудвиг Шенк фон Таутенбург (* пр. 1426 † сл. 1466), женен ок. 1452 г. за Констанца фон Глайхен (* ок. 1426), дъщеря на граф Ернст VIII фон Глайхен (убит в битката при Аусиг на 15 юни 1426)